# Conclave de 1823
Le conclave papal de 1823  fut convoqué à la suite du décès du pape Pie VII, le 20 août 1823, afin d'élire son successeur.

## Contexte du conclave
La mort de Pie VII, qui avait régné pendant vingt-trois ans, mettait fin à l'un des plus longs pontificats. Pendant son règne, le pape, en tant que chef de l'Église catholique romaine avait dû faire face à la Révolution française et à ses conséquences, ce qui constituait l'attaque la plus virulente contre son pouvoir et sa légitimité (en tant que souverain séculier des États pontificaux) depuis la Réforme - et pour certains historiens depuis que l'empereur Constantin avait fait du christianisme la religion officielle de l'Empire romain.
Pendant le règne de Pie VII, les cardinaux s'étaient divisés en deux groupes, les zelanti et les politicani. Les zelanti comptaient parmi eux la frange la plus radicale et la plus conservatrice des cardinaux du Sacré-Collège, ils étaient en faveur d'une Église centralisée et opposés aux réformes séculières qui - pensaient-ils - avaient eu pour résultat la Révolution française et les troubles qui gagnaient désormais les États pontificaux. Les politicani, bien qu'anti-libéraux, étaient plus modérés et en faveur d'une approche plus conciliante et diplomatique dans la gestion des problèmes liés aux idéologies nouvelles et aux aspirations que la révolution industrielle faisait naître. Le chef de file de ce camp était le Cardinal secrétaire d'État de Pie VII, Ercole Consalvi, mais les zelanti voulaient un cardinal moins modéré comme prochain pape et ils se mobilisèrent dès la mort de Pie VII.
La durée du règne de Pie VII avait eu un impact significatif sur la composition du Collège cardinalice puisque sur les quarante-neuf cardinaux électeurs qui s'apprêtaient à participer au conclave, seuls Giulio Maria della Somaglia et Fabrizio Dionigi Ruffo étaient déjà cardinaux lors de l'élection de Pie VII en 1800. Ainsi, quarante-sept cardinaux n'avaient aucune expérience dans le déroulement d'un conclave en 1823.

## Déroulement du conclave
Un certain nombre de cardinaux apparaissaient, avant que ne débute le conclave, comme des successeurs potentiels du pape Pie VII. Antonio Gabriele Severoli était le papabile qui disposait des plus grandes chances d'être élu, mais l'exclusive de l'empereur François Ier d'Autriche mit fin à ses espoirs. Francesco Saverio Castiglioni fut également considéré comme un candidat sérieux à l'élection, mais sa proximité avec Consalvi lui fut reprochée et son nom fut également écarté. Ce n'est qu'à ce moment que le nom de l'expérimenté cardinal della Somaglia fut proposé au Collège, mais le simple fait qu'il ait signé ses lettres par "Citoyen Somaglia" pendant l'occupation des États pontificaux par  Napoléon Ier le discrédita.
C'est alors que le nom du vicaire de Rome, le cardinal Annibale della Genga, apparu, proposé par le camp des zelanti. Bien que sa grande taille, son air ascétique et sa réputation d'homme réactionnaire n'étaient pas pour plaire au camp des politicanti, sa santé défaillante garantissant un pontificat court présentait un attrait non négligeable pour les membres du Collège qui ne parvenaient toujours pas à se décider. Della Genga finit par être élu le 28 septembre et il prit le nom de règne pontifical de Léon XII.
Léon XII fut couronné de la tiare pontificale le 5 octobre 1823.
| Durée              | 26 jours                               |
| Électeurs          | 53                                     |
| ------------------ | -------------------------------------- |
| Présents           | 49                                     |
| Absents            | 4                                      |
| Exclusive utilisée | par l'empereur François Ier d'Autriche |
| PAPE DÉCÉDÉ        | PIE VII (1800-1823)                    |
| PAPE ÉLU           | LÉON XII (1823-1829)                   |